# Nordique de Macoun
Oeneis macounii
Espèce
Le Nordique de Macoun (Oeneis macounii) est une espèce d'insectes lépidoptères (papillons) appartenant à la famille des Nymphalidae à la sous-famille des Satyrinae et au genre Oeneis.

## Dénomination
Oeneis macounii a été nommée par William Henry Edwards en 1885.
Synonymes : Chionabas macounii Edwards, 1885.

### Noms vernaculaires
Oeneis macounii se nomme Canada Arctic ou Macoun's Arctic en anglais,.

## Description
Le Nordique de Macoun est un papillon de taille moyenne (son envergure varie de 57 à 70 mm) de couleur ocre bordé de marron. Les ailes sont marquées de trois ocelles marron pupillés de blancs, deux aux ailes antérieures dont un à l'apex et un plus petit aux ailes postérieures.
Le revers des antérieures est semblable, avec ses deux ocelles, celui des postérieures est marbré et striée de gris ou de brun ce qui forme une bande médiane plus foncée,.

### Chenille
La chenille est ornée d'une bande grise sur le dos et de bandes gris-vert dur les flancs.

## Biologie

### Période de vol et hivernation
Le Nordique de Macoun vole en une génération entre le début juin et le début août.
Les imagos volent les années paires dans l'est du Canada, les années impaires dans l'ouest.
Deux cycles saisonniers sont nécessaires au développement de la chenille et elle hiverne le premier hiver au stade de jeune chenille puis au stade de chenille mature le second.

### Plantes hôtes
Les plantes hôtes sont des Poaceae ou des Carex,.

## Écologie et distribution
Le Nordique de Macoun est présent dans le nord de l'Amérique du Nord au Canada en Colombie-Britannique, en Alberta, aux Territoires du Nord-Ouest, en Saskatchewan, au Manitoba, en Ontario et au Québec et aux États-Unis uniquement au nord du Minnesota et du Michigan et dans le centre de l'Ontario,,..

### Biotope
Le Nordique de Macoun réside dans les clairières et en bordure de forêt de pins.

### Protection
Pas de statut de protection particulier.